# Kenshin Yoshimaru
Kenshin Yoshimaru (jap. 吉丸 絢梓, Yoshimaru Kenshin; * 27. März 1996 in Miyakonojō, Präfektur Miyazaki) ist ein japanischer Fußballspieler.

## Karriere
Kenshin Yoshimaru erlernte das Fußballspielen in der Jugendmannschaft von Vissel Kōbe. Hier unterschrieb er 2014 auch seinen ersten Profivertrag. Der Verein ausKōbe spielte in der höchsten Liga des Landes, der J1 League. Von 2014 bis 2015 spielte er 15-mal in der J.League U-22 Selection. Diese Mannschaft, die in der dritten Liga, der J3 League, spielte, setzte sich aus den besten Nachwuchsspielern der höherklassigen Vereine zusammen. Das Team wurde mit Blick auf die Olympischen Sommerspiele 2016 in Rio de Janeiro gegründet. Die Auswahl der Spieler erfolgte auf wöchentlicher Basis aus einem Pool, für den jeder Verein förderungswürdige Talente benennen konnte; die Zusammensetzung der Mannschaft variierte daher sehr stark von Spiel zu Spiel. 2016 wurde er an den Drittligisten Ōita Trinita nach Ōita ausgeliehen. Mit dem Verein wurde er Meister der dritten Liga und stieg in die zweite Liga auf. Nach dem Aufstieg kehrte er zu Vissel zurück. Mit Kōbe gewann er 2019 den Kaiserpokal. Im Finale besiegte man die Kashima Antlers mit 2:0. Den japanischen Supercup gewann er mit Vissel Anfang 2020. Hier besiegte man im Endspiel die Yokohama F. Marinos, den Meister von 2019. Im Januar 2021 wechselte er in die zweite Liga. Hier unterschrieb er einen Vertrag bei Giravanz Kitakyūshū. Am Ende der Saison 2021 stieg er mit dem Verein aus Kitakyūshū als Tabellenvorletzter in die dritte Liga ab. Für Giravanz absolvierte er neun Zweitligaspiele.

## Erfolge
Ōita Trinita
- Japanischer Drittligameister: 2016  ▲

Vissel Kōbe
- Japanischer Pokalsieger: 2019
- Japanischer Supercup-Sieger: 2020